# محطة الجوف
محطة الجوف هي محطة القطار التي تخدم منطقة الجوف في شمال السعودية، وقد تم افتتاحها في 7 نوفمبر 2018.

## القطار الليلي
رحلات للقطار الليلي من الجوف إلى الرياض تستغرق مدة زمنية لا تتجاوز 7 ساعات ونصف للرحلة، وبتدشين رحلات القطار الليلي الذي يتوفر على مقصورات خاصة للنوم، أصبح لدى المواطنين الراغبين بالسفر، خيارات في أوقات الرحلات للتنقل بين محطات القطار في كل من الرياض والقصيم وحائل وكذلك الجوف، تضاف لجدول الرحلات لقطارات سار. كما أن الطاقة الاستيعابية للقطار الليلي تصل إلى 377 راكباً، مقسمة إلى 43 راكباً في درجة الأعمال و238 في الدرجة الاقتصادية.

## مرافق المحطة
تتوفر محطة الجوف على مختلف المرافق الضرورية لراحة المسافرين، بما فيها الممرات الخاصة بكبار السن وذوي الاحتياجات الخاصة، والمقاهي، وصالة الأعمال.